# 연천 사단장 살해 사건
연천 제28보병사단장 살해 사건(漣川 師團長 殺害事件)은 1959년 2월 18일에 대대장이 사단장을 살해한 사건이다.

## 사건 발단
1959년 당시 경기도 연천군에 위치한 제28보병사단의 사단장인 서정철 준장은 평소에 모든 일을 철저하게 수행하려고 노력한 군인이었다. 하지만 전혀 자애롭지 못하며 냉정한 성품으로, 난폭한 것은 아니나 대부분의 부하 장병들이 서정철 준장의 요구사항을 충족시키기 어려울 만큼 매사에 높은 수준의 성과물을 요구했다.
서정철 준장의 부하 대대장인 정구헌 중령은 독실한 개신교 신자로 사생활이 깨끗하고 업무수행능력도 뛰어났으나 문제는 자존심이 지나치게 세다는 점이었다. 때문에 정구헌 중령은 자신의 생각에 맞지 않으면 지휘고하를 막론하고 반박했다.
서정철 준장은 제6군단장 백인엽 중장과 미 1군단장으로부터 정찰 시범을 보고 싶다는 지시를 하달받은 뒤 강도높은 훈련으로 정찰 시범을 준비하고 있었다. 이 와중에 서정철 준장은 예하 지휘관들에게 소대 단위로 훈련 형태를 변경하라는 지시를 내렸으나 정구헌 중령은 이 지시에 반발했다. 반발한 이유는 훈련 형태를 변경하면 수색정찰을 다시 해야 하는데 날이 어두워져서 수색정찰을 할 시간이 없다는 점과 화력 증강과 수색정찰은 별개의 문제라는 점이었다. 하지만 서정철 준장은 정구헌 중령의 복부를 지휘봉으로 찌르고 주먹으로 정구헌 중령의 얼굴을 가격하면서 나가라고 외쳤다. 이에 서정철 준장의 직속부하이자 정구헌 중령의 직속상관인 송광보 대령이 정구헌 중령을 데리고 나갔다. 이때 정구헌 중령은 철컥 하는 소리를 듣고 사단장이 자신을 죽일 것이라는 피해망상에 빠지게 되었다. 얼마 후 정구헌 중령은 대대장실에 들어왔으나 "꼴도 보기 싫으니까 뒷문으로 나가!"라고 외쳤다. 이에 정구헌 중령은 대대장실 뒷문으로 나왔는데 나오는 정구헌 중령을 서정철 준장이 따라갔다. 이에 정구헌 중령은 자신을 사살할 것을 두려워한 나머지 M1911 권총으로 서정철 준장을 쏴서 사살했다.
서정철 준장은 그자리에서 즉사했으며 정구헌 중령과 현장에 있던 송광보 대령 두 사람 다 체포되어 구속 수감되었다. 군법회의에서 정구헌 중령은 "사단장이 자신을 쏘려 했기 때문에 자위권을 행사했을 뿐이다."라고 진술하며 선처를 호소했으나 서정철 준장의 권총에서 실탄이 발견되지 않아서 이 주장이 묵살되었고 정구헌 중령은 1959년 대구 육군정보학교 야외 교정의 산골짜기에서 34살의 나이에 총살당했다. 또한 연대장인 송광보 대령은 대대장이 불순한 생각으로 사단장을 살해한 것을 막지 않았다는 혐의로 징역과 봉급 전액 몰수를 선고받고 파면당했다.

## 관련자
- 정구헌(대대장, 중령) - 범인
- 서정철(사단장, 준장) - 사망자
- 송광보(연대장, 대령) - 목격자

## 사회 이슈 및 여파
이 사건을 계기로 예하 지휘관들이 
 사단장의 권위를 존중하기 위해 사단장의 계급을 
 준장()에서 소장()으로 1계급 격상시켰다. 단, 그 후에 신설된 동원사단은 부대 특성상 독립 여단과 동급이라 지휘관의 계급을 준장으로 유지했다.